# リカルド・タバレリ
リカルド・タバレリ（Ricardo Javier Tavarelli Paiva、1970年8月2日 - ）は、パラグアイの元サッカー選手。元パラグアイ代表。ポジションはゴールキーパー。

## 来歴
1998年にパラグアイ代表デビュー。コパ・アメリカ1999、コパ・アメリカ2001ではそれぞれ全試合に出場した。2002 FIFAワールドカップのメンバーにも選ばれ、1試合に出場した。2004年までに30試合に出場した。

## 代表歴

### 出場大会
- パラグアイ代表
  - 2002 FIFAワールドカップ

### 試合数
- 国際Aマッチ 30試合 0得点（1998年-2004年）[1]

| パラグアイ代表 | 国際Aマッチ | 国際Aマッチ |
| 年             | 出場        | 得点        |
| -------------- | ----------- | ----------- |
| 1998           | 1           | 0           |
| 1999           | 10          | 0           |
| 2000           | 1           | 0           |
| 2001           | 4           | 0           |
| 2002           | 7           | 0           |
| 2003           | 6           | 0           |
| 2004           | 1           | 0           |
| 通算           | 30          | 0           |